# قالی شیروان

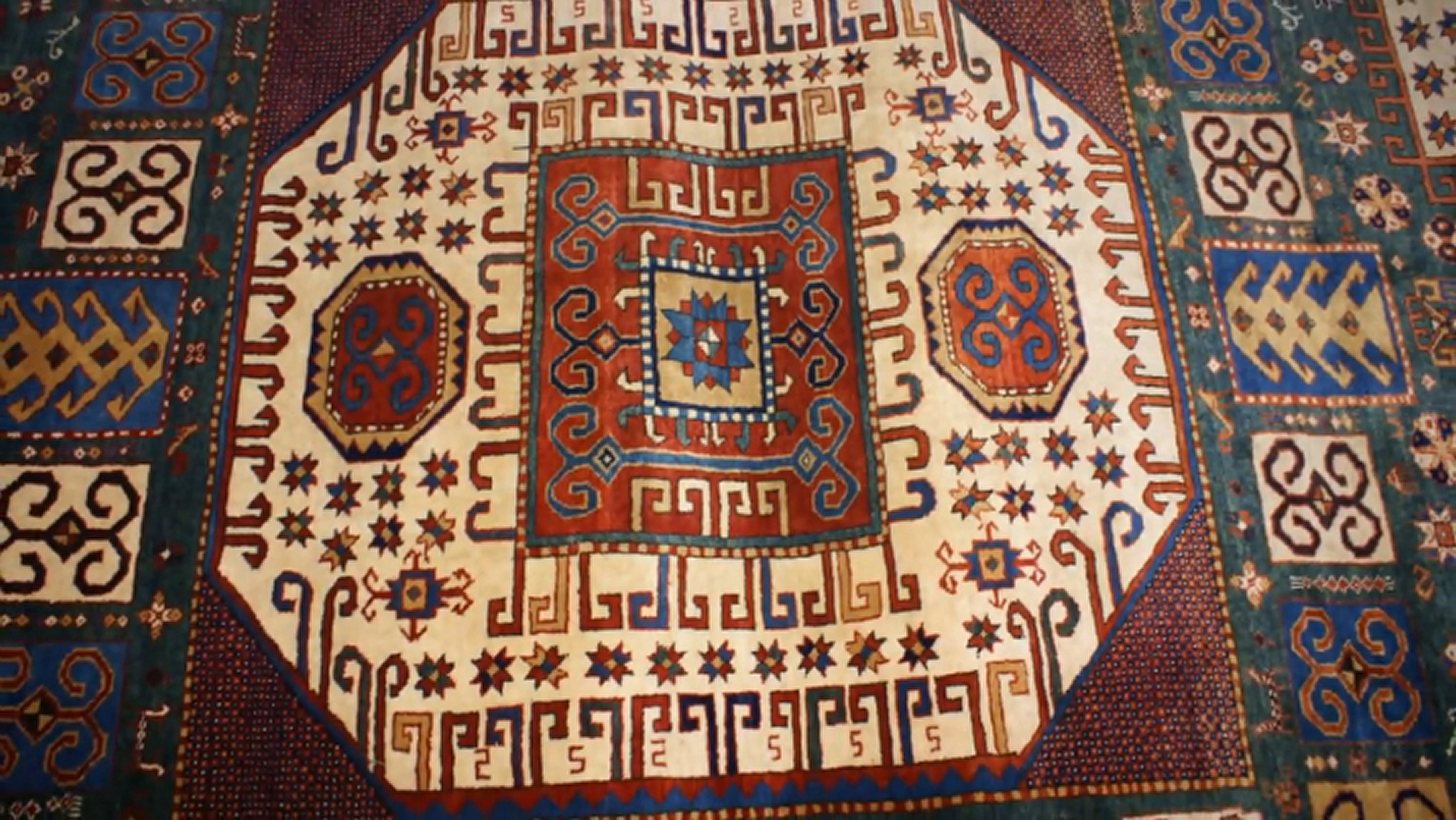
گونه‌ای از قالی شیروان

قالی شیروان گونه‌ای از قالی آذربایجانی در منطقه شیروان که در جنوب شرقی قفقاز واقع شده‌است، بافته می‌شود. قالی‌های بافته شده در این منطقه در اندازه‌های کوچک و باریک می‌باشد. غالباً برای تولید فرش نمازخانه‌ها با یک نوع شناخته شده در زمینه برگ، که در یک زمینه آبی طراحی و تولید می‌شود.